# Gary Busey
Gary Busey, właśc. William Gareth Jacob Busey Sr. (ur. 29 czerwca 1944 w Goose Creek) – amerykański aktor filmowy i telewizyjny.

## Życiorys

### Wczesne lata
Urodził się w Goose Creek (dziś Baytown) w stanie Teksas jako syn Sadie Virginii (z domu Arnett) i kierownika projektu budowlanego Delmera Lloyda Buseya. W 1962 ukończył szkołę średnią Nathan Hale High School w Tulsie w stanie Oklahoma. Podczas studiów w Pittsburg State University w Pittsburgu w Kansas zainteresował się sztuką. Następnie przeniósł się do Oklahoma State University w Stillwater w stanie Oklahoma, gdzie zrezygnował ze szkoły niedługo przed ukończeniem studiów.

### Kariera
Swoją karierę rozpoczął jako perkusista formacji The Rubber Band. Występuje na kilku nagraniach z Leonem Russellem w utworach: „Teddy Jack Eddy” i „Sprunk”. Grał w zespole Carp, który wydał jeden album w Epic Records w 1970 roku. W 1978 wydał album The Buddy Holly Story.
Debiutował w filmie Wild in the Streets (1968) u boku Hala Holbrooka, Shelley Winters i Richarda Pryora. Grał gościnnie w serialach: Bonanza (1972), Kung Fu (1973) i Gunsmoke (1975). Wystąpił jako Curly w dramacie kryminalnym Michaela Cimino Piorun i Lekka Stopa (Thunderbolt and Lightfoot, 1974) z Clintem Eastwoodem i Jeffem Bridgesem. W 1976 został zatrudniony przez Barbrę Streisand i producenta Jona Petersa, aby zagrać Bobby’ego Ritchie, menadżera postaci granej przez Krisa Kristoffersona w remake’u Franka Piersona Narodziny gwiazdy (A Star Born, 1976). W komentarzu do filmu w filmie DVD, Streisand mówi, że Busey był świetny i że widziała go w serialu telewizyjnym i uważała, że ma odpowiednie predyspozycje do odgrywania tej roli.
W filmie biograficznym The Buddy Holly Story (1978) wcielił się w rolę legendy rock and rolla Buddy’ego Holly, za którą był nominowany do Oscara dla najlepszego aktora pierwszoplanowego i Złotego Globu.
W komedii Joela Schumachera Taksiarze z Waszyngtonu (D.C. Cab, 1983) pojawił się jako Dell i wykonał utwór „Why Baby Why”. Był antagonistą w komedii sensacyjnej Richarda Donnera Zabójcza broń (Lethal Weapon, 1987) z Melem Gibsonem i Dannym Gloverem w rolach głównych. W dreszczowcu sensacyjnym Andrew Davisa Liberator (1992) u boku Stevena Seagala wcielił się w postać socjopatycznego komandora Petera Krilla, skorumpowanego dyrektora wykonawczego Missouri, który służy jako pracownik wewnętrzny i zastępca Strannixa (Tommy Lee Jones).

## Życie prywatne
30 grudnia 1968 ożenił się z fotografką Judy Lynn Helkenberg, z którą ma syna Williama „Jake’a” Jacoba (ur. 15 czerwca 1971). 20 lipca 1990 rozwiódł się. 23 września 1996 poślubił Tiani Warden. Jednak w styczniu 1997 doszło do separacji, a 31 sierpnia 2001 do rozwodu.

## Filmografia

### Aktor
- Angels Hard as They Come (1971) jako Henry
- Siedmiu wspaniałych nadjeżdża! (1972, The Magnificent Seven Ride!) jako Hank Allan
- Dirty Little Billy (1972) jako Basil Crabtree
- Wiedźma (1973, Hex) jako Giblets
- Ostatni amerykański bohater (1973, The Last American Hero) jako Wayne Jackson
- Lolly-Madonna XXX (1973) jako Zeb
- Blood Sport (1973) jako David Lee Birdsong
- The Execution of Private Slovik (1974) jako Jimmy Feedek
- The Law (1974) jako William Bright
- Piorun i Lekka Stopa (1974, Thunderbolt and Lightfoot) jako Curly
- Ty i ja (1975, You and Me)
- Narodziny gwiazdy (1976, A Star Is Born) jako Bobbie Ritchie
- The Gumball Rally (1976) jako Gibson
- Zwolnienie warunkowe (1978, Straight Time) jako Willy Darin
- The Buddy Holly Story (1978) jako Buddy Holly
- Wielka środa (1978, Big Wednesday) jako Leroy
- The Set-Up (1978)
- Carny (1980) jako Frankie
- Studencka miłość (1980, Foolin' Around) jako Wes
- Barbarosa (1982) jako Karl Westover
- D.C. Cab (1983) jako Dell
- Didn't You Hear... (1983) jako James
- The Bear (1984) jako Paul W. Bryant
- Srebrna kula (1985, Silver Bullet) jako Wujek Red
- Z przymrużeniem oka (1985, Insignificance) jako baseballista
- Oko tygrysa (1986, Eye of the Tiger) jako Buck Matthews
- Let's Get Harry (1986) jako Jack
- Half a Lifetime (1986) jako Bart
- Zabójcza broń (1987, Lethal Weapon) jako pan Joshua
- Akt piractwa (1988, Act of Piracy) jako Ted Andrews
- Kuloodporny (1988, Bulletproof) jako Frank McBain
- Niebezpieczne życie (1988, A Dangerous Life) jako Tony O’Neil
- The Neon Empire (1989) jako Frank Weston
- Hider in the House (1989) jako Tom Sykes
- Predator 2 (1990) jako Peter Keyes
- Dziki teksański wiatr (1991, Wild Texas Wind) jako Justice Hayden Parker
- Na fali (1991, Point Break) jako Angelo Pappas
- Głosy, którym zależy (1991, Voices that Care) jako Członek chóru
- My Heroes Have Always Been Cowboys (1991) jako Clint
- Gracz (1992, The Player)
- Śmierć przychodzi nocą (1992, South Beach) jako Lenny
- Liberator (1992, Under Siege) jako komandor Krill
- Obraz (1992, Canvas) jako Ozzy Decker
- Chrome Soldiers (1992) jako Jim
- Debiutant roku (1993, Rookie of the Year) jako Chet Steadman
- Podwójne podejrzenie (1993, także Breaking Point lub Double Suspicion) jako Dwight Meadows
- Firma (1993, The Firm) jako Eddie Lomax
- Eskorta (1994, Chasers) jako Vince Banger
- Wojownicy (1994, Warriors) jako Frank Vail
- Gra o przeżycie (1994, Surviving the Game) jako Doc Hawkins
- Strefa zrzutu (1994, Drop Zone) jako Ty Moncrief
- Carried Away (1996) jako Major Nathan Wheeler
- Steel Sharks (1996) jako Dowódca McKay
- Czarna owca (1996, Black Sheep) jako Drake Sabitch
- Człowiek z pistoletem (1996, Man with a Gun) jako Jack Rushton
- Łańcuch (1996, The Chain) jako Frank Morrisey
- Sticks and Stones (1996) jako Book's Dad
- One Clean Move (1996) jako Connie
- Wściekłość (1997, The Rage) jako Art Dacy
- Rough Draft (1997) jako Nelson Keece
- Rough Riders (1997) jako generał Joseph "Fighting Joe" Wheeler
- Zgubna oferta (1997, Lethal Tender) jako Mr. Turner
- Nie ufaj nikomu (1997, Suspicious Minds) jako Vic Mulvey
- Zagubiona autostrada (1997, Lost Highway) jako Bill Dayton
- Plato's Run (1997) jako Plato Smith
- Livers Ain’t Cheap (1997) jako Foreman
- Las Vegas Parano (1998, Fear and Loathing in Las Vegas) jako Patrol na autostradzie
- Bez przyszłości (1998, No Tomorrow) jako Noah
- Złodziejska zemsta (1998, Detour) jako Mo Ginsburg
- Żołnierz (1998, Soldier) jako Captain Church
- Uniwersalny żołnierz II: Towarzysze broni (1998, Universal Soldier II: Brothers in Arms) jako dr Otto Mazur
- Jacob i Kapturnik (1999, Jacob Two Two Meets the Hooded Fang) jako Kapturnik
- Dziewczyna z sąsiedztwa (1999, The Girl Next Door) jako szeryf Larson
- Gorące chłopaki (1999, Hot Boyz) jako Tully
- Barwy błękitu (2000, Two Shades of Blue) jako Jack Reynolds
- Tribulation (2000) jako Tom Canboro
- G-Men from Hell (2000) jako porucznik Langdon
- Anioły w maskach (2000, Glory Glory) jako szeryf
- Twarde prawo (2000, Down 'n Dirty) jako D.A. Mickey Casey
- Zło pod podłogą (2000, A Crack in the Floor) jako Tyler Trout
- Frost: Portrait of a Vampire (2001) jako Micah
- Slap Shot 2 (2002, Slap Shot 2: Breaking the Ice) jako Richmond Claremont
- Sam & Janet (2002) jako Barman
- Welcome 2 Ibiza (2002) jako Cortez
- On the Edge (2002) jako Felix
- Quigley (2003) jako Archie Channinng
- Russkiye v Gorode Angelov (2003) jako March
- Scorched (2003) jako Zeek
- Shadowlands (2003) jako Supreme Regent Onticree
- Prize Fighter (2003) jako Whitey Ferguson
- Ghost Rock (2004) jako Jack Pickett
- Border Blues (2004) jako Michael March / Szef policji
- Latin Dragon (2004) jako Thorn
- Motocross Kids (2004) jako Viper
- Lexie (2004) jako Mesdeg
- El Padrino (2004) jako Lars
- A Sight for Sore Eyes (2004) jako Earl Cooper
- Niewidzialny morderca (2005, Chasing Ghosts) jako Marcos Alfiri
- The Hand Job (2005) jako Ślepy mistrz
- Souled Out (2005) jako Anioł Gabriel
- Into the West (2005) jako Johnny Fox
- The Gingerdead Man (2005) jako Millard
- Buckaroo (2005) jako dr Brawn
- Shut Up and Shoot! (2005) jako pan Katz
- Soft Target (2005) jako Rouse
- The Hard Easy (2005) jako Vinnie
- Dolina wilków: Irak (2006, Kurtlar vadisi – Irak) jako Doktor
- Glubina (2007) jako Guilermo

### Aktor (gościnnie)
- Gunsmoke (1955–1975) jako Harve Daley
- Bonanza (1959–1973) jako Henry Johnson
- The High Chaparral (1967–1971) jako Rafe
- Kung Fu (1972–1975) jako Josh (1973)
- Baretta (1975–1978) jako Puckett
- Autostopowicz (1983-1991, The Hitchhiker) jako Nolan Powers
- Simpsonowie (1989, The Simpsons) jako on sam (głos)
- Upadłe anioły (1993–1995, Fallen Angels) jako Buzz' Meeks
- Po tamtej stronie (1995–2002, The Outer Limits) jako Ezra Burnham (2000)
- Strażnik Teksasu (1999, odc. "Special Witness"), jako Donovan Riggs
- Shasta McNasty (1999–2000) jako Jack
- Hoży doktorzy, S05E06, jako on sam

### Scenarzysta
- Dziki teksański wiatr (1991,  Wild Texas Wind)